# Drensko Rebro
Drensko Rebro este o localitate din comuna Kozje, Slovenia, cu o populație de 173 de locuitori.